# 南京信息职业技术学院
南京信息职业技术学院，简称“南信院”，位于中国江苏省南京市，是位于江苏省南京市的一所全日制普通专科学校。

## 历史沿革
- 1953年，学院的前身南京无线电工业学校创建，当时学校简称“南京电信工业学校”，9月1日， 奉中央第二机械工业部命并经中央高等教育部同意更改校名为“华东第一工业学校”。
- 1956年4月1日， 奉国家第二机械工业部命并经高等教育部同意更改校名为"南京无线电工业学校"。
- 1960年12月21日， 柬埔寨西哈努克亲王和夫人，王位最高委员会副主席宾努，首相福波沦，第一副首相涅刁龙及西哈努克亲王的公主和王子等到一行40余人，由周恩来总理、陈毅副总理和夫人张茜莅校参观。
- 1979年，国家第四机械工业部批准恢复后的南京无线电工业学校新校址定在南京市东郊沧波门以南的丘陵地带。
- 1981年10月4日， 南京无线电工业学校复校后的第一届新生报到。
- 1983年3月5日，电子工业部批准南京无线电工业学校在南京市古平岗35号建校。
- 1984年7月3日，电子工业部批准该校恢复“文革”前行政级别，为地市级单位。
- 1987年2月3日，电子工业部和江苏省政府联合发文，将南京无线电工业学校下放至江苏省，由江苏省电子工业厅归口管理。
- 1990年9月1日， 学校录取新生共294人。校本部在校生已达967人，达到设计规划招生规模。另：扬州教学点录取新生80人。
- 1991年5月6日，江苏省电子信息产业集团与该校商定，由该集团研究所与该校校办工厂共同组建江苏电子信息集团计算机厂。
- 1996年11月，该校被国家教委授予“国家级重点普通中等专业中学校”。
- 1998年6月 ，江苏省电子工业厅批准南京无线电工业学校与扬州电子职工中专校联合办学，两校联合办学协议书已于4月在扬州电子职工中专校签字。两校联合后校名仍为南京无线电工业学校，现扬州电子职工中专校为扬州校区，并保留扬州电子职工中专校名称及服务功能，现南无校为南京校区。
- 2000年9月，该校被教育部批准为首批国家级重点中等专业学校。
- 2002年6月28日，经江苏省人民政府批准，独立升格建院，成立南京信息职业技术学院。
- 2004年10月18日，该院举行入驻仙林新校区暨新生开学庆典，该院仙林大学城新校区正式交付使用，首批9000名师生搬迁入驻。
- 2006年，通过国家高职高专人才培养工作水平评估并被评为优秀等级。
- 2010年，被列入全国100所骨干高职院校建设单位之一。
- 2016年3月，通过国家骨干高职院校建设验收。
- 2019年7月，被教育部认定为国家优质专科高等职业院校。
- 2020年11月6日，发起成立全国高职高专院校思想政治理论课联盟长三角地区分联盟。

## 办学条件
院系专业
```
   据2023年4月
学校网站
 
（
页面存档备份
，存于
）
信息显示，学校设有14个教学部门，构建九大专业群，开设50个专业。
```

- 电子信息学院
- 人工智能学院
- 智能制造学院
- 网络与通信学院
- 智能交通学院
- 数字商务学院
- 数码艺术学院
- 国际教育学院
- 马克思主义学院
- 教育培训学院
- 军士教育学院
- 创新创业学院
- 体育部
- 素质教育部